# دیاموند میلر
دیاموند میلر (انگلیسی: Diamond Miller؛ زادهٔ ۱۱ فوریهٔ ۲۰۰۱) بازیکن بسکتبال اهل ایالات متحده آمریکا است.
وی در مسابقات کشوری و بین‌المللی در مجموع برندهٔ ۳ مدال طلا شده‌است.